# Fantasy World Dizzy
Fantasy World Dizzy, scritto anche Dizzy III o Dizzy 3 su schermo in alcune versioni, è un videogioco a piattaforme d'avventura dinamica pubblicato nel 1989-1991 per i computer Amiga, Amstrad CPC, Atari ST, Commodore 64, MS-DOS e ZX Spectrum dalla Codemasters. È il quarto della serie di Dizzy su un personaggio-uovo, il terzo se si considerano i giochi simili di genere avventura. In questo capitolo ci sono ancora più elementi tipici del fantasy, come castelli e draghi, e Dizzy incontra anche altri personaggi-uovo, detti lo yolkfolk (lett. "gente del tuorlo") sulla confezione, con i quali interagisce con dialoghi testuali.
Una versione modificata per la console Nintendo Entertainment System era in sviluppo, ma fu annullata, e poi recuperata e pubblicata solo nel 2017 come Mystery World Dizzy. Un'edizione commerciale per il retrogaming su Atari Jaguar uscì nel 2019.
Una conversione non ufficiale esiste per Commodore 16.